# Kalvträsks församling
Kalvträsks församling var en församling i Luleå stift. Församlingen låg i Skellefteå kommun i Västerbottens län. Församlingen uppgick 2006 i Burträsks församling.

## Administrativ historik
Den 1 maj 1919 (enligt beslut den 16 maj 1918) bildades Kalvträsks kapellförsamling genom en utbrytning ur Burträsks församling. Enligt samma beslut var komministern i Kalvträsk ansvarig för att sköta kyrkobokföringen för kapellförsamlingen. Kalvträsk kallas för kapellförsamling i Statistiska centralbyråns publikationer fram till 1940, och kallas därefter bara för församling. Kalvträsks församling ingick till den 1 januari 2006 i pastorat med Burträsks församling. 2006 återuppgick Kalvträsks församling i Burträsks församling.

## Areal
Kalvträsks församling omfattade den 1 januari 1976 en areal av 632,0 kvadratkilometer, varav 564,3 kvadratkilometer land.

## Befolkningsutveckling
| Befolkningsutvecklingen i Kalvträsks församling 1920–2000 | Befolkningsutvecklingen i Kalvträsks församling 1920–2000 | Befolkningsutvecklingen i Kalvträsks församling 1920–2000 | Befolkningsutvecklingen i Kalvträsks församling 1920–2000 | Befolkningsutvecklingen i Kalvträsks församling 1920–2000 |
| --- | --------------------------------------------------------- | --------------------------------------------------------- | --------------------------------------------------------- | --------------------------------------------------------- |
| |                                                           |                                                           |                                                           |                                                           |
| År |                                                           |                                                           | Folkmängd                                                 |                                                           |
| 1920 | 1920                                                      |                                                           | 1 322                                                     |                                                           |
| 1930 | 1930                                                      |                                                           | 1 342                                                     |                                                           |
| 1935 | 1935                                                      |                                                           | 1 240                                                     |                                                           |
| 1940 | 1940                                                      |                                                           | 1 181                                                     |                                                           |
| 1945 | 1945                                                      |                                                           | 1 183                                                     |                                                           |
| 1950 | 1950                                                      |                                                           | 1 061                                                     |                                                           |
| 1955 | 1955                                                      |                                                           | 929                                                       |                                                           |
| 1960 | 1960                                                      |                                                           | 795                                                       |                                                           |
| 1965 | 1965                                                      |                                                           | 629                                                       |                                                           |
| 1970 | 1970                                                      |                                                           | 473                                                       |                                                           |
| 1975 | 1975                                                      |                                                           | 384                                                       |                                                           |
| 1980 | 1980                                                      |                                                           | 328                                                       |                                                           |
| 1985 | 1985                                                      |                                                           | 314                                                       |                                                           |
| 1990 | 1990                                                      |                                                           | 283                                                       |                                                           |
| 1995 | 1995                                                      |                                                           | 245                                                       |                                                           |
| 2000 | 2000                                                      |                                                           | 192                                                       |                                                           |
| Anm: För åren 1805-1945: befolkning enligt folkräkning 31 december enligt den administrativa indelningen den 1 januari följande år. 1950 avser befolkning enligt folkräkning den 31 december enligt den administrativa indelningen den 1 januari 1952. 1960-1970 avser befolkning enligt folkräkning den 1 november enligt den administrativa indelningen den 1 januari följande år. För åren 1955 samt 1975-2000: befolkning 31 december enligt den administrativa indelningen den 1 januari följande år. |                                                           |                                                           |                                                           |                                                           |

## Kyrkor
- Kalvträsks kyrka

## Församlingens område
Norra stambanan passerar genom området, som sedan gammalt betjänats av järnvägsstationen i Åsträsk. År 1928 hade Kalvträsks kapellförsamling 1 373 invånare på en yta av 628 km² och år 1992 hade Kalvträsks församling 271 invånare. 
Kalvträsk är en skogsbygd, som är mycket glesbefolkad. Högsta berg är Vitberget (486 m ö.h.), cirka 5 km sydväst om tätorten Kalvträsk och cirka 3 km från gränsen mot Åmsele församling. Avståndet till Lapplandsgränsen i väster är cirka 4 km. Lycksele kommuns östligaste by Ajaur ligger 6 km väster om Tallberget.
Församlingens västligaste punkt låg på Tallberget, vid "tresockenmötet" Burträsk-Norsjö-Åmsele. Punkten ligger strax söder om Månsträskån och cirka 6 km sydväst om byn Risliden i Norsjö församling samt cirka 4 km norr om Manjaur kapell i Åmsele socken (Vindelns församling).
Kalvträsk gränsade i nordväst samt norr mot Norsjö församling i Norsjö kommun. I nordost gränsade Kalvträsk mot Skellefteå landsförsamling och i öster mot Burträsks gamla församling. I sydväst och söder gränsade Kalvträsk mot Vindelns församling i Vindelns kommun. 

### Fornminnen
Från stenåldern finns några boplatser. Vidare har omkring 80 fångstgropar hittats i terrängen.
Området är känt för Kalvträskskidorna, vilka påträffades i en myr nära Åsträsk. Skidorna har daterats till ca 3200 f.Kr.